# Put Your Lights On
«Put Your Lights On» — песня американской рок-группы Santana и американского исполнителя Эверласта из 18 студийного альбома Сантаны Supernatural. Сингл был выпущен на американском рок-радио в августе 1999 года и добрался до 18 места в чарте Billboard Bubbling Under Hot 100 и до восьмого места в чарте Billboard Mainstream Rock Tracks. В 2000 году песня получила премию «Грэмми» в номинации лучшее вокальное рок-исполнение дуэтом или группой.

## История создания
Эверласт написал эту песню во время реабилитации после серьёзного сердечного приступа, который он пережил в феврале 1998 года (сразу по окончании записи своего первого сольного альбома Whitey Ford Sings the Blues). Он называл её «одной из самых личных песен, какую он когда-либо написал». Сюжет песни он описал как «вроде бы всё о надежде, но она исходит из действительно тёмного места, вы знаете, так что… и действительно подвергает сомнению многие ваши убеждения и подтверждает, знаете ли, вещи в вашей душе». Эверласт принял ислам в 1996 году и в конце песни есть слова «La ilaha illa Allah» (рус. Нет бога кроме Аллаха) из шахады.
В 1998 году Сантана позвонил Эверласту, предложив тому поучаствовать в записи альбома Supernatural, и Эверласт предложил свою песню «Put Your Lights On». Согласно Эверласту, Сантане понравилась песня, и «после этого всё пошло очень быстро». Эверласт говорил, что вначале не был уверен, включать ли часть песни с арабскими словами в запись, так как «не хотел продавать слова Аллаха», но Сантана настоял на включении их.

## Позиции в чартах
| Чарт (1999—2000)                               | Наивысшая позиция |
| ---------------------------------------------- | ----------------- |
| Австралия (ARIA)                               | 32                |
| Бельгия/Валлония (Ultratip)                    | 11                |
| Канада (RPM Top Singles)                       | 35                |
| Канада (RPM Adult Contemporary)                | 59                |
| Канада (RPM Rock/Alternative)                  | 5                 |
| Германия (GfK)                                 | 92                |
| Hungary (Mahasz)                               | 5                 |
| Швейцария (Schweizer Hitparade)                | 87                |
| Великобритания (UK Singles Chart)              | 88                |
| США (Billboard Bubbling Under Hot 100 Singles) | 18                |
| США (Billboard Adult Alternative Songs)        | 4                 |
| США (Billboard Alternative Songs)              | 17                |
| США (Billboard Mainstream Rock)                | 8                 |